# أليكسا ماتيتش
أليكسا ماتيتش هو لاعب كرة قدم صربي في مركز الوسط، ولد في 12 مارس 1996 في سومبور في صربيا. لعب مع سبارتاك سوبتيتسا.

## وصلات خارجية
- أليكسا ماتيتش على موقع قاعدة بيانات كرة القدم.إي يو (الإنجليزية)
- أليكسا ماتيتش على موقع Soccerway.com (الإنجليزية)
- أليكسا ماتيتش على موقع عالم كرة القدم.نت (الإنجليزية)